# Desenvolvimento tecnológico diferenciado
O desenvolvimento tecnológico diferenciado é  uma estratégia  proposta pelo filósofo transumanista Nick Bostrom na qual as sociedades buscariam influenciar a sequência em que as tecnologias emergentes se desenvolveriam. Nesta abordagem, as sociedades tentariam retardar o desenvolvimento das tecnologias prejudiciais e acelerar o desenvolvimento das tecnologias benéficas, especialmente aquelas que oferecem proteção contra as prejudiciais.